# Штайн, Рольф Альфред
Рольф Альфред Штайн (нем. Rolf Alfred Stein; 31 июня 1911, Свеце, Польша — 9 октября 1999, Париж, Франция) — известный французский синолог и тибетолог. Он внёс вклад, в частности, в изучение «Гэсэра» и китайских источников по истории Тибета.
Рольф Штайн был первым учёным, который правильно соотнёс Minyag тибетских источников с Xixia из китайских. Также он является создателем коллекции фотодокументов разных стран (Китай, Индокитай, Япония, Тибет, Непал, Индия), хранящейся в Центре истории религий, примыкающем к Музею восточных искусств в Париже.

## Биография
Родился в семье еврейского происхождения. В молодости заинтересовался мистикой, и с этого начался его интерес к Тибету.
В Берлинском университете изучал китаеведение и этнологию и в марте 1933 года получил диплом по китайскому языку от Seminar für Orientalische Sprachen. Уже в следующем месяце эмигрировал во Францию, где получил степени по китайскому (1934) и японскому (1936) языкам в Национальном институте восточных языков и народов. В Париже изучал тибетский язык под руководством Жака Бако и Марселя Лалу, монгольский — у Поля Пеллио. В 1937 году он получил степень бакалавра искусств в Сорбонне. 30 августа 1939 года получил французское гражданство.
25 июня 1940 года был мобилизован на военную службу. Вторую мировую войну провел во Французском Индокитае, начав с Вьетнама. Демобилизовавшись в сентябре 1941 года, вплоть до 1945 года работал переводчиком с китайского и японского языков, побывав в плену у японцев. В 1954 и 1960 годах участвовал в исследовательских миссиях, шести месяцев и двух месяцев длиной соответственно, среди тибетских популяций Гималаев и Сиккима. Докторскую степень защитил в июне 1960 года по эпосу «Гэсэр». В 1951-1975 гг. профессор в Практической школе высших исследований (фр. École nationale des langues orientales vivantes), в секции Ve (фр. Religions de la Chine et de la Haute Asie). В 1966-1981 гг. профессор-китаевед в престижном Коллеж де Франс. Почётный доктор университета Бонна (1977).
Член-корреспондент Британской академии (1993).
Был женат на вьетнамке и удочерил девочку вьетнамо-французского происхождения.